# 廩院
廩院（りんいん）とは、古代律令制の民部省に属する施設。地方から中央に集められた庸米及び年料舂米を収蔵するために作られた。
『日本書紀』の朱鳥元年（686年）にある「蔵庸舎屋」（ちからおさむるや）を起源とすると考えられている。大宝律令以後においては衛士・仕丁や雇役された人夫の食料や賑給・年中行事の料米、諸司・諸家への米の貸借などに充てられた。
管理責任者である別当には太政官の史（主に左大史）、これを補佐する勾当には中務省の監物、主計寮の属が任ぜられた。
だが、9世紀に入ると庸の未進の増大や年料租舂米による諸司の直接収納制などによってその機能は低下していくことになる。